# Abdullah Al-Hafith
Abdullah Fareed Al-Hafith (n. 25 de diciembre de 1992, Dammam, Arabia Saudita) es un futbolista árabe, juega como defensa y su actual club es el Al Wehda FC de la Primera División de Arabia Saudita.

## Clubes
| Club                 | País           | Año         |
| -------------------- | -------------- | ----------- |
| Al-Ettifaq           | Arabia Saudita | 2010 - 2011 |
| UD Leiria            | Portugal       | 2012        |
| FC Paços de Ferreira | Portugal       | 2012 - 2013 |
| Al Hilal SFC         | Arabia Saudita | 2013 - 2015 |
| Hajer FC             | Arabia Saudita | 2015 - 2016 |
| Al Hilal SFC         | Arabia Saudita | 2016 - 2019 |
| Al-Ettifaq           | Arabia Saudita | 2019        |
| Al Hilal SFC         | Arabia Saudita | 2019 - 2020 |
| Al Wehda FC          | Arabia Saudita | 2020 - 2021 |
| Al Ittihad Club      | Arabia Saudita | 2021 - 2022 |
| Al Wehda FC          | Arabia Saudita | 2022 - act. |